# Матусевич, Мария Несторовна
Мария Несторовна Матусевич (род. 17 сентября 1942, село Перекосы, теперь Калушского района Ивано-Франковской области) — украинская советская деятельница, аппаратчица сульфатной обогатительной фабрики Калужского производственного объединения «Хлорвинил» Ивано-Франковской области. Депутат Верховного Совета СССР 8-10-го созывов.

## Биография
Родилась в крестьянской семье Нестора Бабия.
Образование среднее специальное. Закончила Калушский химико-технологический техникум Ивано-Франковской области.
С 1964 года — лаборант, аппаратчица химического завода Саратовской области РСФСР. С 1967 года — старшая аппаратчица сульфатной обогатительной фабрики Калушского химико-металлургического комбината (потом — производственного объединения «Хлорвинил») города Калуш Ивано-Франковской области. Без отрыва от производства получила высшее образование.
Член КПСС с 1972 года.
Потом — на пенсии в селе Перекосы Калушского района Ивано-Франковской области.

## Награды
- орден Трудового Красного Знамени
- орден «Знак Почета»
- Почётная грамота Президиума Верховного Совета Украинской ССР
- медали